# Campionato Paulista 2017
Il Campionato Paulista 2017 (Paulistão Itaipava 2017 per ragioni di sponsor) è stata la 116ª edizione della massima serie calcistica dello stato di San Paolo, organizzata dalla Federaçao Paulista de Futebol. Al campionato partecipano 16 squadre in un torneo che è iniziato il 5 febbraio 2017 ed è finito il 7 maggio 2017. Il Corinthians ha vinto per la 28ª volta il campionato Paulista imponendosi sul Ponte Preta.
Inizialmente l'inizio del campionato era previsto per il 29 gennaio 2017, ma la tragedia del volo LaMia 2933 che ha coinvolto il Chapecoense ha convinto la federazione paulista a rinviare l'inizio della competizione.

## Squadre partecipanti
| Club                 | Città                 | 2016    | Titoli    | Stadio                    | Posti  |
| -------------------- | --------------------- | ------- | --------- | ------------------------- | ------ |
| Audax                | Osasco                | 2°      | -         | José Liberatti            | 17.430 |
| Botafogo-SP          | Ribeirão Preto        | 13°     | -         | Santa Cruz                | 29.292 |
| Corinthians          | San Paolo             | 3°      | 27 (2013) | Arena Corinthians         | 45.000 |
| Ferroviária          | Araraquara            | 14°     | -         | Fonte Luminosa            | 20.000 |
| Ituano               | Itu                   | 10°     | 2 (2014)  | Novelli Júnior            | 18.560 |
| Linense              | Lins                  | 12°     | -         | Gilberto Siqueira Lopes   | 15.770 |
| Mirassol             | Mirassol              | 2° (A2) | -         | José Maria de Campos Maia | 15.000 |
| Grêmio Novorizontino | Novo Horizonte        | 11°     | -         | Jorge Ismael de Biasi     | 12.398 |
| Palmeiras            | San Paolo             | 4°      | 22 (2008) | Allianz Parque            | 43.713 |
| Ponte Preta          | Campinas              | 9°      | -         | Moisés Lucarelli          | 19.728 |
| Red Bull Brasil      | Campinas              | 7°      | -         | Moisés Lucarelli          | 19.728 |
| Santos               | Santos                | 1°      | 22 (2016) | Vila Belmiro              | 16.798 |
| São Bento            | Sorocaba              | 5°      | -         | Walter Ribeiro            | 13.772 |
| São Bernardo         | São Bernardo do Campo | 6°      | -         | Primeiro de Maio          | 13.440 |
| San Paolo            | San Paolo             | 8°      | 21 (2005) | Morumbì                   | 72.039 |
| Santo André          | Santo André           | 1° (A2) | -         | Bruno José Daniel         | 8.000  |

## Regolamento
Con la riduzione del numero di squadre partecipante da 20 a 16, il campionato prevede una prima fase in cui le squadre sono state divise in quattro gironi da quattro squadre ognuno, dove però le squadre affrontano avversarie appartenenti agli altri gironi. In totale ogni squadra disputa 12 partite in questa prima fase, al termine della quale le prime due squadre di ogni girone accedono ai quarti di finale della fase finale del campionato. Quarti di finale e semifinali si disputano in partite uniche da disputare in casa della squadra che si è comportata meglio nella fase a gironi. La finale, invece, viene disputata in un doppio confronto di andata e ritorno dove, al contrario del tradizionale sistema europeo, non vale la regola del gol fuori casa.
Le prime tre squadre del campionato accedono alla Coppa del Brasile 2018. Nel caso in cui una di queste tre squadre sia già qualificata alla Coppa Libertadores 2018, il diritto di accesso alla Coppa del Brasile passa alla quarta classificata, e così via a scendere.
A retrocedere nella serie inferiore del campionato paulista saranno le ultime due squadre nella classifica generale di stagione.
Nel caso in cui due o più squadre si trovino in classifica a pari punti valgono i seguenti criteri per determinare la loro rispettiva posizione:
- maggior numero di vittorie;
- miglior differenza reti;
- maggior numero di gol segnati;
- minor numero di ammonizioni subiti;
- minor numero di espulsioni subite;
- sorteggio.

## Prima fase

### Gruppo A
| Pos | Squadra      | Pti. | G  | V | N | P | GF | GS | DR |
| --- | ------------ | ---- | -- | - | - | - | -- | -- | -- |
| 1.  | Corinthians  | 24   | 12 | 7 | 3 | 2 | 14 | 9  | +5 |
| 2.  | Botafogo-SP  | 17   | 12 | 4 | 5 | 3 | 13 | 10 | +3 |
| 3.  | Ituano       | 14   | 12 | 3 | 5 | 4 | 11 | 12 | +1 |
| 4.  | São Bernardo | 10   | 12 | 3 | 1 | 8 | 10 | 17 | -7 |

### Gruppo B
| Pos | Squadra         | Pti. | G  | V | N | P | GF | GS | DR |
| --- | --------------- | ---- | -- | - | - | - | -- | -- | -- |
| 1.  | San Paolo       | 20   | 12 | 5 | 5 | 2 | 25 | 20 | +5 |
| 2.  | Linense         | 17   | 12 | 5 | 2 | 5 | 16 | 25 | -9 |
| 3.  | Red Bull Brasil | 13   | 12 | 3 | 4 | 5 | 14 | 16 | -2 |
| 4.  | Ferroviária     | 13   | 12 | 3 | 4 | 5 | 10 | 15 | -5 |

### Gruppo C
| Pos | Squadra              | Pti. | G  | V | N | P | GF | GS | DR  |
| --- | -------------------- | ---- | -- | - | - | - | -- | -- | --- |
| 1.  | Palmeiras            | 25   | 12 | 8 | 1 | 3 | 23 | 8  | +15 |
| 2.  | Grêmio Novorizontino | 15   | 12 | 4 | 3 | 5 | 17 | 21 | -4  |
| 3.  | Santo André          | 14   | 12 | 3 | 5 | 4 | 15 | 18 | -3  |
| 4.  | São Bento            | 13   | 12 | 4 | 1 | 7 | 8  | 12 | -4  |

### Gruppo D
| Pos | Squadra     | Pti. | G  | V | N | P | GF | GS | DR  |
| --- | ----------- | ---- | -- | - | - | - | -- | -- | --- |
| 1.  | Santos      | 22   | 12 | 7 | 1 | 4 | 23 | 13 | +10 |
| 2.  | Ponte Preta | 22   | 12 | 6 | 4 | 2 | 18 | 16 | +2  |
| 3.  | Mirassol    | 15   | 12 | 4 | 3 | 5 | 17 | 17 | 0   |
| 4.  | Audax       | 9    | 12 | 2 | 3 | 7 | 16 | 21 | -5  |

## Calendario e risultati
| Santos        | 6 - 2 | Linense         | 3 feb. | Ferroviária     | 1 - 3 | Mirassol      | 11 feb. | Red Bull Brasil | 1 - 1 | Santo André   | 8 feb.  |
| Santo André   | 1 - 1 | Ituano          | 4 feb. | Linense         | 2 - 0 | Audax         | 11 feb. | Mirassol        | 3 - 1 | Linense       | 14 feb. |
| Novorizontino | 3 - 2 | São Bernardo    | 4 feb. | Botafogo (SP)   | 2 - 1 | Novorizontino | 11 feb. | Ferroviária     | 1 - 1 | Audax         | 14 feb. |
| São Bento     | 0 - 1 | Corinthians     | 4 feb. | Corinthians     | 0 - 2 | Santo André   | 11 feb. | Ituano          | 1 - 0 | São Bento     | 15 feb. |
| Mirassol      | 2 - 0 | Red Bull Brasil | 5 feb. | Red Bull Brasil | 2 - 3 | Santos        | 12 feb. | Botafogo (SP)   | 1 - 2 | Ponte Preta   | 15 feb. |
| Audax         | 4 - 2 | San Paolo       | 5 feb. | San Paolo       | 5 - 2 | Ponte Preta   | 12 feb. | Corinthians     | 1 - 0 | Novorizontino | 15 feb. |
| Palmeiras     | 1 - 0 | Botafogo (SP)   | 5 feb. | São Bernardo    | 2 - 1 | São Bento     | 12 feb. | Santos          | 1 - 3 | San Paolo     | 15 feb. |
| Ponte Preta   | 2 - 1 | Ferroviária     | 5 feb. | Ituano          | 1 - 0 | Palmeiras     | 12 feb. | Palmeiras       | 2 - 0 | São Bernardo  | 16 feb. |

| Audax         | 0 - 1 | Corinthians     | 18 feb, | San Paolo       | 3 - 2 | São Bento     | 21 feb. | Santo André   | 0 - 2 | Linense         | 25 feb. |
| Novorizontino | 1 - 0 | Ituano          | 18 feb, | Ituano          | 0 - 0 | Santos        | 21 feb. | Palmeiras     | 4 - 1 | Ferroviária     | 25 feb. |
| San Paolo     | 2 - 2 | Mirassol        | 18 feb, | Red Bull Brasil | 5 - 1 | Novorizontino | 22 feb. | Audax         | 3 - 0 | Ituano          | 25 feb. |
| Ponte Preta   | 0 - 0 | Red Bull Brasil | 18 feb, | São Bernardo    | 0 - 1 | Mirassol      | 22 feb. | Santos        | 2 - 0 | Botafogo (SP)   | 25 feb. |
| Santos        | 0 - 1 | Ferroviária     | 18 feb, | Ferroviária     | 1 - 1 | Santo André   | 22 feb. | São Bento     | 1 - 0 | Red Bull Brasil | 25 feb. |
| São Bento     | 0 - 0 | Botafogo (SP)   | 18 feb, | Linense         | 2 - 2 | Ponte Preta   | 22 feb. | Mirassol      | 2 - 3 | Corinthians     | 25 feb. |
| Santo André   | 0 - 1 | São Bernardo    | 19 feb. | Botafogo (SP)   | 3 - 1 | Audax         | 22 feb. | Ponte Preta   | 1 - 0 | São Bernardo    | 25 feb. |
| Linense       | 0 - 4 | Palmeiras       | 19 feb. | Corinthians     | 1 - 0 | Palmeiras     | 22 feb. | Novorizontino | 2 - 2 | San Paolo       | 25 feb. |

| Botafogo (SP)   | 3 - 1 | Mirassol      | 3 mar. | São Bento     | 0 - 1 | Linense         | 10 mar. | Red Bull Brasil | 2 - 1 | São Bernardo  | 17 mar. |
| Red Bull Brasil | 1 - 3 | Palmeiras     | 3 mar. | Novorizontino | 2 - 0 | Ferroviária     | 10 mar. | Linense         | 0 - 0 | Botafogo (SP) | 17 mar. |
| Corinthians     | 1 - 0 | Santos        | 4 mar. | Santo André   | 1 - 1 | Botafogo (SP)   | 11 mar. | San Paolo       | 1 - 1 | Ituano        | 18 mar. |
| Linense         | 3 - 2 | Novorizontino | 4 mar. | Palmeiras     | 3 - 0 | San Paolo       | 11 mar. | Mirassol        | 2 - 3 | Santo André   | 18 mar. |
| São Bernardo    | 3 - 1 | Audax         | 4 mar. | Audax         | 1 - 2 | Red Bull Brasil | 11 mar. | Audax           | 0 - 1 | São Bento     | 18 mar. |
| San Paolo       | 4 - 1 | Santo André   | 5 mar. | Ponte Preta   | 1 - 1 | Corinthians     | 12 mar. | Ponte Preta     | 1 - 2 | Novorizontino | 18 mar. |
| Ituano          | 0 - 1 | Ponte Preta   | 5 mar. | São Bernardo  | 1 - 4 | Santos          | 12 mar. | Ferroviária     | 1 - 0 | Corinthians   | 19 mar. |
| Ferroviária     | 0 - 1 | São Bento     | 6 mar. | Mirassol      | 1 - 1 | Ituano          | 13 mar. | Santos          | 1 - 2 | Palmeiras     | 19 mar. |

| Santo André   | 3 - 3 | Ponte Preta     | 21 mar. | Santo André     | 0 - 1 | Santos        | 25 mar. | São Bernardo  | 0 - 1 | San Paolo       | 29 mar. |
| Ituano        | 5 - 1 | Linense         | 21 mar. | Linense         | 1 - 0 | São Bernardo  | 25 mar. | Corinthians   | 3 - 1 | Linense         | 29 mar. |
| Novorizontino | 2 - 2 | Audax           | 21 mar. | Palmeiras       | 2 - 2 | Audax         | 25 mar. | Ituano        | 0 - 0 | Red Bull Brasil | 29 mar. |
| São Bernardo  | 0 - 0 | Ferroviária     | 22 mar. | Novorizontino   | 0 - 0 | Mirassol      | 25 mar. | Botafogo (SP) | 0 - 0 | Ferroviária     | 29 mar. |
| São Bento     | 0 - 2 | Santos          | 22 mar. | Ferroviária     | 3 - 1 | Ituano        | 25 mar. | Santos        | 3 - 1 | Novorizontino   | 29 mar. |
| Palmeiras     | 2 - 0 | Mirassol        | 22 mar. | San Paolo       | 1 - 1 | Corinthians   | 26 mar. | Ponte Preta   | 1 - 0 | Palmeiras       | 29 mar. |
| Botafogo (SP) | 1 - 1 | San Paolo       | 22 mar. | São Bento       | 1 - 2 | Ponte Preta   | 26 mar. | Audax         | 1 - 2 | Santo André     | 29 mar. |
| Corinthians   | 1 - 1 | Red Bull Brasil | 23 mar. | Red Bull Brasil | 0 - 2 | Botafogo (SP) | 26 mar. | Mirassol      | 0 - 1 | São Bento       | 29 mar. |

## Classifica generale
| Pos. | Squadra              | Pt | G  | V | N | P | GF | GS | DR  |
| ---- | -------------------- | -- | -- | - | - | - | -- | -- | --- |
| 1.   | Palmeiras            | 25 | 12 | 8 | 1 | 3 | 23 | 8  | +15 |
| 2.   | Corinthians          | 24 | 12 | 7 | 3 | 2 | 14 | 9  | +5  |
| 3.   | Santos               | 22 | 12 | 7 | 1 | 4 | 23 | 13 | +10 |
| 4.   | Ponte Preta          | 22 | 12 | 6 | 4 | 2 | 18 | 16 | +2  |
| 5.   | San Paolo            | 20 | 12 | 5 | 5 | 2 | 25 | 20 | +5  |
| 6.   | Linense              | 17 | 12 | 5 | 2 | 5 | 16 | 25 | -9  |
| 7.   | Botafogo-SP          | 17 | 12 | 4 | 5 | 3 | 13 | 10 | +3  |
| 8.   | Grêmio Novorizontino | 15 | 12 | 4 | 3 | 5 | 17 | 21 | -4  |
| 9.   | Mirassol             | 15 | 12 | 4 | 3 | 5 | 17 | 17 | 0   |
| 10.  | Ituano               | 14 | 12 | 3 | 5 | 4 | 11 | 12 | -1  |
| 11.  | Santo André          | 14 | 12 | 3 | 5 | 4 | 15 | 18 | -3  |
| 12.  | São Bento            | 13 | 12 | 4 | 1 | 7 | 8  | 12 | -4  |
| 13.  | Red Bull Brasil      | 13 | 12 | 3 | 4 | 5 | 14 | 16 | -2  |
| 14.  | Ferroviária          | 13 | 12 | 3 | 4 | 5 | 10 | 15 | -5  |
| 15.  | São Bernardo         | 10 | 12 | 3 | 1 | 8 | 10 | 17 | -7  |
| 16.  | Audax                | 9  | 12 | 2 | 3 | 7 | 16 | 21 | -5  |

Note:
Tre punti a vittoria, uno a pareggio, zero a sconfitta.
In verde le squadre qualificatesi alla fase finale del campionato.
In rosso le squadre retrocesse.

## Fase finale
|  | Quarti di finale | Quarti di finale     | Quarti di finale |             |           | Semifinali  | Semifinali | Semifinali |  |  | Finale | Finale      | Finale |
|  |                  |                      |                  |             |           |             |            |            |  |  |        |             |        |
|  | A1               | Corinthians          | 1                |             |           |             |            |            |  |  |        |             |        |
|  | A2               | Botafogo-SP          | 0                |             |           |             |            |            |  |  |        |             |        |
|  | A2               | Botafogo-SP          | 0                |             | E2        | Corinthians | 3          |            |  |  |        |             |        |
|  |                  |                      |                  |             | E2        | Corinthians | 3          |            |  |  |        |             |        |
|  |                  | E2                   | San Paolo        | 1           |           |             |            |            |  |  |        |             |        |
|  | B1               | E2                   | San Paolo        | 1           | San Paolo | 7           |            |            |  |  |        |             |        |
|  | B1               |                      |                  |             | San Paolo | 7           |            |            |  |  |        |             |        |
|  | B2               | Linense              | 0                |             |           |             |            |            |  |  |        |             |        |
|  |                  |                      |                  |             |           |             |            |            |  |  | G1     | Corinthians | 4      |
|  |                  |                      | G2               | Ponte Preta | 1         |             |            |            |  |  |        |             |        |
|  | C1               | Palmeiras            | 6                |             |           |             |            |            |  |  |        |             |        |
|  | C2               | Grêmio Novorizontino | 1                |             |           |             |            |            |  |  |        |             |        |
|  | C2               | Grêmio Novorizontino | 1                |             | F1        | Palmeiras   | 1          |            |  |  |        |             |        |
|  |                  |                      |                  |             | F1        | Palmeiras   | 1          |            |  |  |        |             |        |
|  |                  | F2                   | Ponte Preta      | 3           |           |             |            |            |  |  |        |             |        |
|  | D1               | F2                   | Ponte Preta      | 3           | Santos    | 1(5)        |            |            |  |  |        |             |        |
|  | D1               |                      |                  |             | Santos    | 1(5)        |            |            |  |  |        |             |        |
|  | D2               | Ponte Preta          | 1(4)             |             |           |             |            |            |  |  |        |             |        |

## Classifica marcatori
| Pos. | Giocatore            | Squadra              | Gol |
| ---- | -------------------- | -------------------- | --- |
| 1°   | Lucca                | Ponte Preta          | 6   |
| 1°   | William Pottker      | Ponte Preta          | 6   |
| 1°   | Gilberto             | San Paolo            | 6   |
| 2°   | Xuxa                 | Mirassol             | 5   |
| 2°   | Henan                | Santo André          | 5   |
| 2°   | Christian Cueva      | San Paolo            | 5   |
| 3°   | Pedro Carmona        | Audax                | 4   |
| 3°   | Francis              | Botafogo-SP          | 4   |
| 3°   | Roberto              | Grêmio Novorizontino | 4   |
| 3°   | Élton                | Red Bull Brasil      | 4   |
| 3°   | Vitor Bueno          | Santos               | 4   |
| 4°   | Jo                   | Corinthians          | 3   |
| 4°   | Fernando Gabriel     | Grêmio Novorizontino | 3   |
| 4°   | Wellington           | Ituano               | 3   |
| 4°   | Gabrielzinho         | Linense              | 3   |
| 4°   | Thiago Humberto      | Linense              | 3   |
| 4°   | Zé Roberto           | Mirassol             | 3   |
| 4°   | Willian              | Palmeiras            | 3   |
| 4°   | Bruno Henrique Pinto | Santos               | 3   |
| 4°   | Rodrigão             | Santos               | 3   |
| 4°   | Edno                 | São Bernardo         | 3   |
| 4°   | Walterson            | São Bernardo         | 3   |
| 4°   | Lucas Pratto         | San Paolo            | 3   |
| 4°   | Luiz Araújo          | San Paolo            | 3   |